# 电磁场
電磁場（英語：electromagnetic field）是由帶電粒子的運動而產生的一種物理場。處於電磁場的帶電粒子會受到電磁場的作用力。電磁場與帶電粒子（電荷或電流）之間的交互作用可以用馬克士威方程組和勞侖茲力定律來描述。
電磁場可以被視為電場和磁場的連結。追根究底，電場是由電荷產生的，磁場是由移動的電荷（電流）產生的。對於耦合的電場和磁場，根據法拉第電磁感應定律，電場會隨著含時磁場而改變；又根據馬克士威-安培方程式，磁場會隨著含時電場而改變。這樣，形成了傳播於空間的電磁波，又稱光波。無線電波或紅外線是較低頻率的電磁波；紫外光或X-射線是較高頻率的電磁波。
電磁場涉及的基本交互作用是電磁交互作用。這是大自然的四個基本作用之一。其它三個是重力相互作用，弱交互作用和強交互作用。電磁場倚靠電磁波傳播於空間。
從經典角度，電磁場可以被視為一種連續平滑的場，以類波動的方式傳播。從量子力學角度，電磁場是量子化的，是由許多個單獨粒子構成的。

## 概念
静止的电荷会产生静电场；静止的磁偶极子会产生静磁场。运动的电荷形成电流，会产生电场和磁场。电场和磁场统称为电磁场。电磁场对电荷产生力，以此可以检测电磁场的存在。
电荷、电流与电磁场的关系由麦克斯韦方程组决定。麦克斯韦方程共有四條，是一组偏微分方程，其未知量是电场（E）、磁场（B）、位移电流（D）、辅助磁量（H）。其中包括这些未知量对时间和空间的偏导数。给定了源（电荷与电流）和边界条件（电场与磁场在边界上的值），可以用数值方法求解麦克斯韦方程，从而得到电场和磁场在不同时刻和位置的值。这一过程称为电磁场数值计算，或者计算电磁学，在电子工程尤其是微波与天线工程中有重要地位。现有的电磁场数值方法包括有限元法、矩量法、时域有限差分。在计算的精度与速度方面已经取得很多进展。可以准确计算普通天线或者微波器件的电磁场。
电磁场根据随时间变化的情况不同可以分为：
1. 静电场/静磁场（又称为恒稳电场/磁场）：电场/磁场不随时间变化，但在不同的空间位置可以有不同的值。
2. 时諧电磁场：电磁场随时间的变化是正弦函数，但在不同的空间位置可以有不同的幅度和相位，通常可以用复数来表示。
3. 含时电磁场：在空间某点的电磁场随时间的变化是普通的时间函数，如果变换到频域，其频谱包含各种频率分量。

静电场/静磁场问题可以简化为拉普拉斯方程或者泊松方程，时谐电磁场问题可以简化为亥姆霍兹方程。在这些简化之下，比直接求解麦克斯韦方程要容易。
在电子工程中，静电场/静磁场主要用于计算电容和电感。时谐电磁场主要用于计算天线和微波器件的参数，或者雷达目标的散射截面。

## 電磁場的結構
電磁場的結構可以從兩種迥然不同的觀點來研究：經典觀點與量子觀點。

### 連續結構
在經典電磁學裏，電場和磁場是由帶電物體的連續平滑運動產生的。例如，連續平滑振盪中的電荷所產生的電磁場，可以被視為類波動的電磁場。任意連續平滑振盪，可以分解為一組不同頻率的正弦波。對於這案例，通過電磁場，在兩個位置之間的能量傳輸的機制，被視為是連續的。表面看來，無線電波發送器好像是連續不斷地傳輸能量。在某些領域，像低頻率輻射，這觀點很有用途。但是，當頻率超高時，會產生嚴重問題（請參閱紫外災變）。這嚴重問題引領出另外一種觀點。

### 離散結構
電磁場可以用比較粗糙的方法來想像。二十世紀初期的許多實驗結果，令物理學家覺得，電磁場的能量傳輸機制應該是通過一小包、一小包的能量。每一小包都是一個固定頻率的量子，稱為光子。普朗克關係式連結了光子的能量{\displaystyle E}和頻率{\displaystyle \nu }：
{\displaystyle E=h\nu }；
其中，{\displaystyle h}是普朗克常數，因馬克斯·普朗克而命名。
在光電效應裏，因為電磁輻射的照射，金屬表面會發射電子。物理學家發現，增加入射輻射的強度對實驗沒有任何影響，只有輻射的頻率的高低與電子的發射有關。
這電磁場的量子觀點，證明是非常地具有威力，成功地幫助引領物理學家發展出量子電動力學，即描述電磁輻射與带電物質的交互作用的量子場論。

## 電磁場動力學
早些時期，物理學家認為帶電物體會產生兩種不同的場。相對於觀測者的參考系，當電荷呈固定狀態的時候，會有電場產生；而當電荷呈移動狀態時，會有磁場產生。後來，物理學家發覺電場和磁場應該被視為一個整體的兩個部份。這個整體就是電磁場。
一個電荷分佈所產生的電磁場，會使得處於這場內的帶電物體感受到作用力（就好像在太陽的重力場內的行星所感受到的作用力）。這些帶電物體的運動又會產生新的電磁場。這樣，電磁場可以視為一個動力的整體，造成電荷的運動，也被電荷的運動影響。這些交互作用可以用馬克士威方程組和勞侖茲力定律來描述。

## 電磁場是一個反饋迴路
電磁場的物理行為可以分解為一個反饋迴路的四部份： (1)電荷或電流產生電磁場， (2)電磁場的電場和磁場交互作用， (3)電磁場施加作用力於電荷或電流， (4)電荷或載有電流的導體移動於空間。
學習電磁學常犯的一個錯誤，就是誤認電磁場的量子為產生電磁場的帶電粒子。在日常生活裏，帶電粒子，像電子，緩慢地移動於物質內部，通常速度大約為幾公分／秒，但是電磁場傳播的速度是光速，大約為三十萬公里／秒。數量級差為一百萬。當然，帶電粒子可以以相對論性速度移動，接近電磁場的傳播速度。但是，這樣做需要給予帶電粒子超大的能量。這只能在粒子加速器內做到；而不可能發生於人類日常生活。
電磁場的反饋迴路可以總括為一個列表，包括屬於反饋迴路的每一部份的物理現象。
- 電荷或電流產生電磁場
  - 電荷產生電場
  - 電流產生磁場
- 電場和磁場交互作用
  - 含時電場就好像電流（位移電流），產生磁場渦旋。
  - 法拉第電磁感應定律：含時磁場感應出（負值）電場渦旋。
  - 冷次定律：電場與磁場之間的負的反饋迴路。
- 電磁場作用於電荷
  - 勞侖茲力：源自於電磁場的作用力。
    - 電場力：源自於電場的作用力，與電場同方向。
    - 磁場力：源自於磁場的作用力，垂直於磁場和電荷的速度。
- 電荷的運動
  - 按照牛頓第二定律，電荷移動於電磁場，同時形成電流。

## 數學理論
表述電磁場的數學方法有幾種。最常見的一種將電場和磁場視為三維向量場，稱這方法為向量場形式論。在空間的每一個位置，在每一瞬時，這些向量場都有唯一定義的向量值，是參數為空間跟時間的向量函數。這樣，電場和磁場時常分別寫為{\displaystyle \mathbf {E} (x,y,z,t)}和{\displaystyle \mathbf {B} (x,y,z,t)}。
假設，磁場等於零，只存在有電場，而且電場不含時間，則稱此電場為靜電場。類似的，假設，電場等於零，只存在有磁場，而且磁場不含時間，則稱此磁場為靜磁場。但是，假設電場或磁場中有任意一場含時間，則必須使用馬克士威方程組，將電場和磁場一起以耦合的電磁場來處理。.
由於狹義相對論的出現，物理定律顯露出用張量的形式論來表達的必要性。馬克士威方程組可以寫為張量形式。物理學家通常認為這是一種更精緻地表達物理定律的方法。
在真空裏，電場和磁場的物理行為，不論是在靜電學，靜磁學或電動力學，都遵守馬克士威方程組。採用國際單位制，馬克士威方程組以向量場形式論表達為
{\displaystyle \nabla \cdot \mathbf {E} ={\frac {\rho }{\varepsilon _{0}}}}（高斯定律）、
{\displaystyle \nabla \cdot \mathbf {B} =0}（高斯磁定律）、
{\displaystyle \nabla \times \mathbf {E} =-{\frac {\partial \mathbf {B} }{\partial t}}}（法拉第電磁感應定律）、
{\displaystyle \nabla \times \mathbf {B} =\mu _{0}\mathbf {J} +\mu _{0}\varepsilon _{0}{\frac {\partial \mathbf {E} }{\partial t}}}（馬克士威-安培定律）；
其中，{\displaystyle \rho }是電荷密度，{\displaystyle \varepsilon _{0}}是真空電容率，{\displaystyle \mu _{0}}是真空磁導率，{\displaystyle \mathbf {J} }是電流密度。
假設介質是線性材料，則需要將真空電容率和真空磁導率分別更換為介質的電容率和磁導率。假設，介質對於電磁場的反應更加複雜，則須使用複數或張量來表達介質的電容率和磁導率。
勞侖茲力定律主管電磁場施加於帶電物體的作用力{\displaystyle \mathbf {F} }：
{\displaystyle \mathbf {F} =q(\mathbf {E} +\mathbf {v} \times \mathbf {B} )}；
其中，{\displaystyle q}是帶電物體的電量，{\displaystyle \mathbf {v} }是帶電物體的速度。

## 電磁場性質

### 光波是一種電磁輻射
在離電荷源和電流源超遠的區域（自由空間），馬克士威方程組可以描述電磁波的物理行為。在自由空間裏，{\displaystyle \rho }和{\displaystyle \mathbf {J} }都等於零，電場和磁場滿足電磁波方程式：
{\displaystyle \left(\nabla ^{2}-{1 \over {c}^{2}}{\partial ^{2} \over \partial t^{2}}\right)\mathbf {E} =0}、
{\displaystyle \left(\nabla ^{2}-{1 \over {c}^{2}}{\partial ^{2} \over \partial t^{2}}\right)\mathbf {B} =0}；
其中，{\displaystyle c}是光速。
詹姆斯·馬克士威發現，使用安培定律的方程式，則對於含時電荷分佈，無法滿足電荷守恆定律。為了要彌補這缺陷，必須增加一個位移電流項目於安培定律的方程式。因為這個修改，他緊接地推導出在真空裏的電磁波方程式。

## 健康與安全
環繞在電力線和電力原件四周的非常低頻率電磁場，對於人體的潜在健康影響，是一個仍舊進行中的研究領域和大眾辯論的熱門題目。在有些工作場所，電磁場可能會是平均值的10,000倍，美國國家職業安全衛生研究所已經發佈了一些警誡建議，但是強調相關數據仍舊有限，不足以做明確的結論。
電磁場對於人體健康的潜在影響，會因電磁場的頻率和強度變化良多。以下列出電磁光譜的幾個部份，有關其中某一部分的電磁場會對人體造成的健康影響，請參閱對應條目：
- 靜電場：請參閱條目觸電
- 靜磁場：請參閱條目MRI的缺点及可能存在的危害
- 極低頻（ELF）：請參閱條目健康問題
- 無線電波：請參閱條目電磁輻射與健康
- 光波：請參閱條目雷射的安全使用（英语：Laser safety）
- 紫外光：請參閱條目曬傷
- 伽瑪射線：請參閱條目伽瑪射線
- 行動電話：請參閱條目行動電話輻射和健康

## 參閱
- 經典場論
- 場線
- 重力場
- 電磁療法（英语：electromagnetic therapy）
- 電磁場測量法（英语：EMF measurements）
- 電磁近場與遠場（英语：Near and far field）

## 外部連結
- 世界衛生組織國際癌症研究機構的資料：非游離輻射，第一集：零頻率與極低頻的電場與磁場（2002） （页面存档备份，存于）。
- 國家職業安全衛生研究所網頁：有關電磁場的論題 （页面存档备份，存于）。